# Hervormde Kerk (Kattendijke)

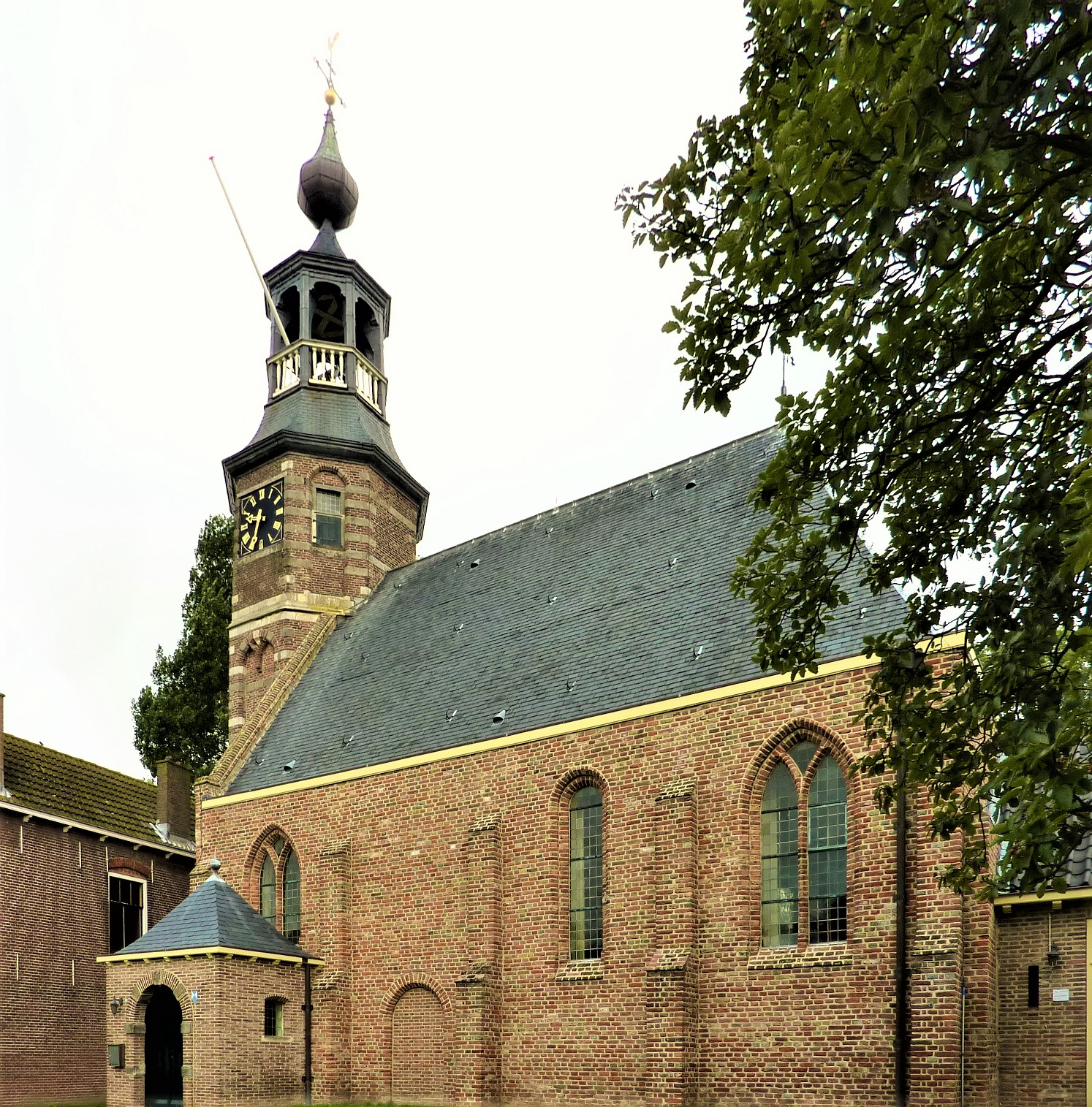
Die Hervormde Kerk zu Kattendijke

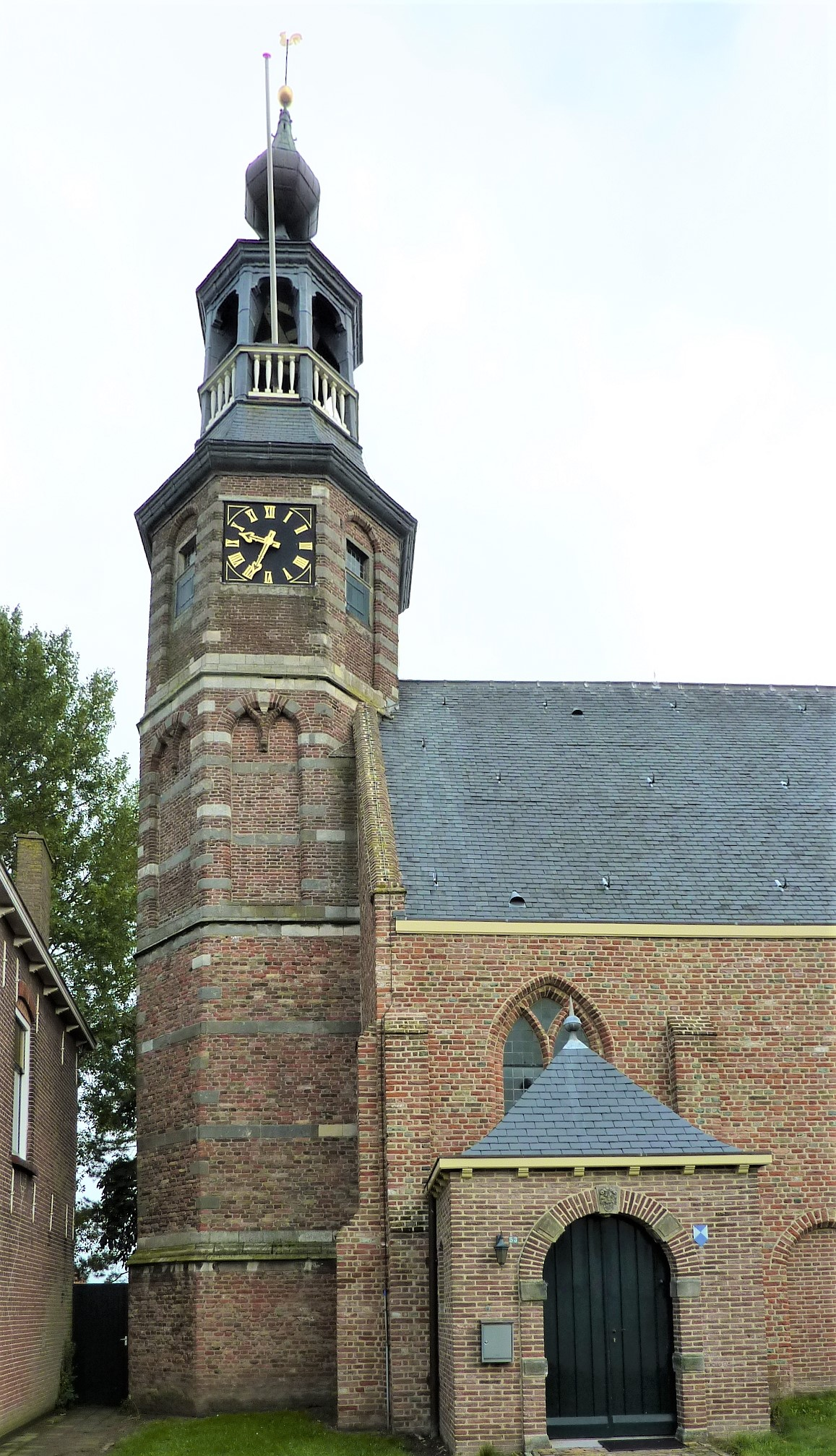
Der Turm aus dem 17. Jahrhundert

Die Hervormde Kerk (deutsch Reformierte Kirche) ist das Kirchengebäude einer reformierten Kirchengemeinde innerhalb der Protestantischen Kirche in den Niederlanden in Kattendijke, einem Ortsteil der niederländischen Stadt Goes (Provinz Zeeland). Die Kirche sowie der Turm sind als Rijksmonumente eingestuft.

## Geschichte
Zwischen 1216 und 1248 entstand Kattendijke als eigenständige Parochie als Abpfarrung der Geerteskerk in Kloetinge. Südlich von Kattendijke am heutigen Monnikenhof befand sich eine Niederlassung des Zisterzienserklosters Ter Doest. Die Mönche benutzten die Kirche als ihre Grablege, wovon heute noch Epitaphe in der Kirche zeugen.
Um 1250 wurde die Kattendijker Kirche errichtet. Die heutige einschiffige Saalkirche ist das Ergebnis von Baumaßnahmen im Jahr 1404. Nach der Einführung der Reformation 1611 wurde der Chor im reformierten Gottesdienst nicht mehr benötigt und 1768 niedergelegt. Der vermauerte Triumphbogen ist äußerlich wie im Inneren noch erkennbar. Der reichgegliederte achtkantige Turm wurde in der ersten Hälfte des 17. Jahrhunderts hinzugefügt. 1955 wurde die Kirche restauriert und mittelalterliche Fensteröffnungen rekonstruiert. Auch die neue Sakristei wurde an der Stelle des früheren Chorraums errichtet.
Die reformierte Gemeinde gehört zur 2004 entstandenen unierten Protestantischen Kirche in den Niederlanden.

## Orgel

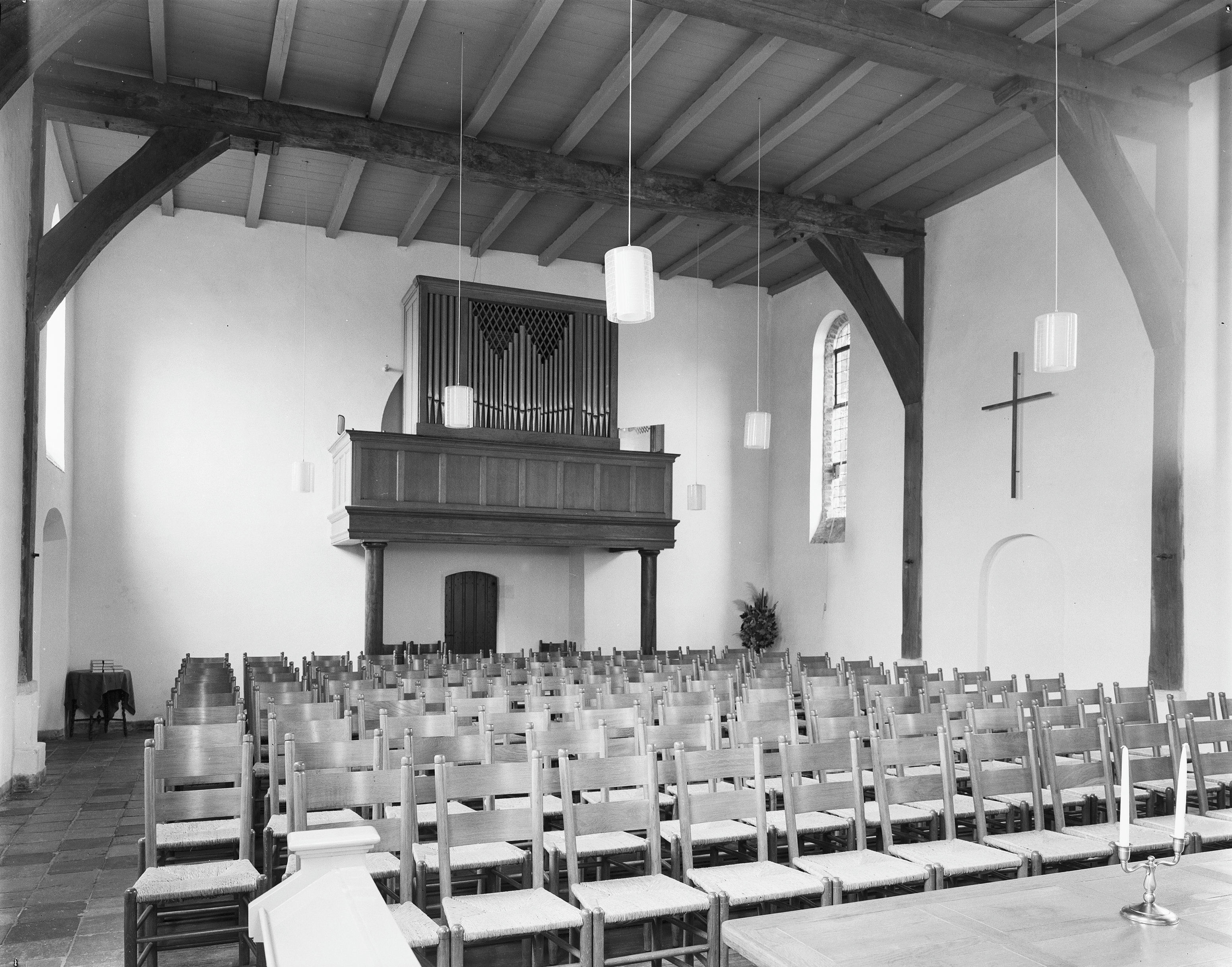
Blick auf die Orgel

Die Orgel wurde 1955 von der Orgelbaufirma Verschueren errichtet. Das Instrument hat 16 Register auf zwei Manualen und Pedal. Die Trakturen sind elektrisch.
| I Hauptwerk C–g3 |           |       |
| 1.               | Prestant  | 8′    |
| 2.               | Roerfluit | 8′    |
| 3.               | Octaaf    | 4′    |
| 4.               | Fluit     | 4′    |
| 5.               | Kwint     | 2 ⁄3′ |
| 6.               | Octaaf    | 2′    |

| II Nebenwerk C–g3 |                |       |
| 7.                | Bourdon        | 8′    |
| 8.                | Prestant       | 4′    |
| 9.                | Fluit          | 4′    |
| 10.               | Nachthoorn     | 2′    |
| 11.               | Larigot        | 1 ⁄3′ |
| 12.               | Sesquialter II | 2 ⁄3′ |

| Pedalwerk C–f1 |           |       |
| 13.            | Subbas    | 16′   |
| 14.            | Gedektbas | 8′    |
| 15.            | Octaafbas | 4′    |
| 16.            | Kwint     | 2 ⁄3′ |